# Siebzehn Provinzen
Siebzehn Provinzen ist der Name, der ab dem 14. bis zum 16. Jahrhundert für die nördlichen und westlichen Besitzungen der Herzöge von Burgund üblich wurde.
Dabei handelt es sich um
1. Die Grafschaft Artois

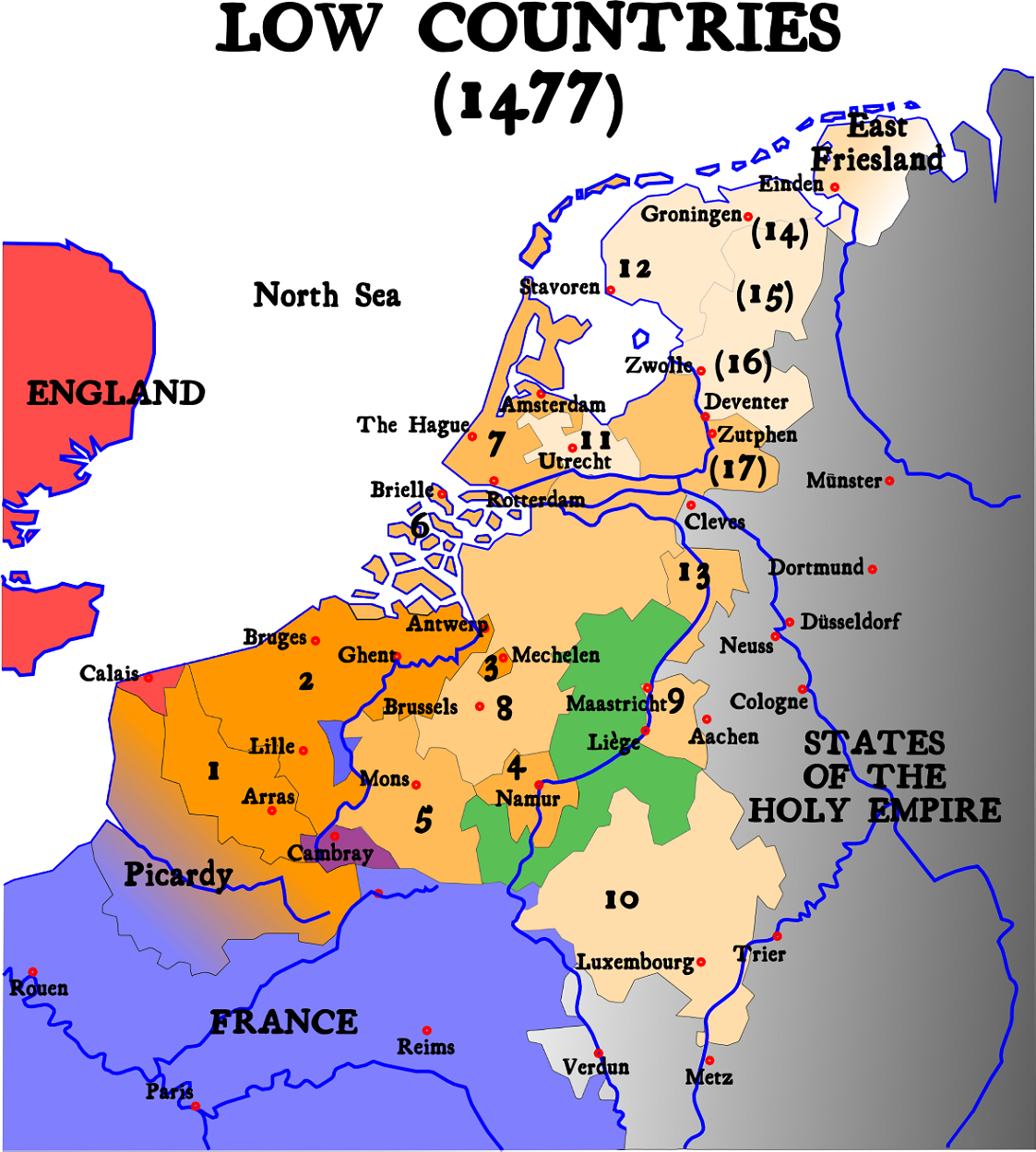
Karte der Siebzehn Provinzen (1477)

2. Die Grafschaft Flandern mit den Burggrafschaften Lille, Douai und Orchies, der Herrschaft Tournai und deren Umland
3. Die Herrschaft Mecheln
4. Die Grafschaft Namur
5. Die Grafschaft Hennegau
6. Die Grafschaft Zeeland
7. Die Grafschaft Holland
8. Das Herzogtum Brabant mit der Markgrafschaft Antwerpen, der Grafschaft Löwen, der Grafschaft Brüssel, und den Vogteien Nivelles und Gembloux
9. Das Herzogtum Limburg mit Dalhem, Valkenburg und Herzogenrath, zusammen bekannt als die Lande von Übermaas
10. Das Herzogtum Luxemburg
11. Das Hochstift, später Herrschaft Utrecht
12. Die Herrschaft Friesland
13. Das Herzogtum Geldern
14. Die Herrschaft Groningen mit den Ommelanden
15. Drenthe, Lingen, Wedde und Westerwolde
16. Die Herrschaft Overijssel
17. Die Grafschaft Zutphen

Diese Auflistung hat keinen feststehenden Charakter. Siebzehn war die Zahl der Provinzen, die bei den Generalstaaten in Brüssel vertreten waren. Abhängigkeiten zwischen den Provinzen wurden nicht berücksichtigt. So gehörten Zutphen zu Geldern und Limburg zu Brabant, andererseits sandten die Markgrafschaft Antwerpen, Tournai und Lille eigene Delegationen.
Im Spätmittelalter kamen drei Kaiser (und ein weiterer König) des Reiches aus dem Haus Luxemburg, als erster der in Valenciennes geborene Heinrich VII. († 1313). Karl IV., der von 1355 bis 1378 römisch-deutscher Kaiser war, kam hingegen in Prag zur Welt, wo auch ein Schwerpunkt seiner Herrschaft lag.

## Entstehung und Zweiteilung
Die siebzehn Provinzen sind aus den Burgundischen Niederlande hervorgegangen. Unter dem Haus Habsburg bekamen sie ihren endgültigen Umfang, siehe Auflistung oben. Sie waren nur teilweise dem Heiligen Römischen Reich zuzuordnen, die Grafschaft Flandern stand beispielsweise in Lehensbindung an den französischen König. Die administrative Vereinigung dieses Konglomerats kam 1548 mit dem Augsburger Vertrag zustande, mit dem die Siebzehn Provinzen de facto aus dem Heiligen Römischen Reich herausgelöst wurden. Dadurch vergrößerte der Habsburger Karl V. seine persönliche Hausmacht in diesem Gebiet, in dem er selbst geboren und aufgewachsen war. Nach Karls Abdankung (1555) erbte sein Sohn Philipp II Spanien und die 17 Provinzen, die von da an auch Spanische Niederlande genannt wurden.
Im Achtzigjährigen Krieg konnten sich die sieben nördlichen Provinzen von der Spanischen Herrschaft lösen und hießen von da an Republik der Sieben Vereinigten Provinzen, der südliche Teil blieb unter Habsburgischer Herrschaft bis zur Annexion durch die Truppen der Französischen Revolution.

## Spätere Geschichte bis zur Gegenwart
Im Jahre 1815 wurde (nach der napoleonischen Zeit) im Gebiet der historischen 17 Provinzen das Königreich der Vereinigten Niederlande geschaffen. In dieser Form blieb jenes zwar nur bis zur Belgischen Revolution bestehen, aber es umfasste auch siebzehn Provinzen.
Das hier behandelte Gebiet deckt sich folglich recht genau mit den modernen drei Benelux-Staaten und ist nur geringfügig größer, im Westen insbesondere um das heutige französische Département Nord, wo zur damaligen Zeit auch Flämisch gesprochen wurde, und um Teile des Départements Pas-de-Calais (Artois).

## Wappen
Diese Auswahl ist nach den Namen der Länder alphabetisch aufgereiht. Das erste Wappen war bis 1430 für das Herzogtum Burgund in Gebrauch und zeigt in den Vierungsfeldern zwei Wappen für die südlichen, „französischen“ Länder von Philipp II. „dem Kühnen“, im Herzschild das Wappen Flanderns seiner Gemahlin Margarete.

Wappen des Herzogtum Burgund
I. Grafschaft Artois (1)
II. Herzogtum Brabant (8)
III. Grafschaft Flandern (2)
IV. Herrschaft Friesland (12)
V. Herzogtum Geldern (13)
VI. Grafschaft Hennegau (5)
VII. Grafschaft Holland (7)
VIII. Burggrafschaft Lille (bei 2) alter Name: Ryssel
IX. Herzogtum Limburg (9)
X. Herzogtum Luxemburg (10)
XI. Herrlichkeit Mechelen (3)
XII. Grafschaft Namur (4)
XIII. Herrschaft Overijssel (16)
XIV. Herrschaft Tournai (bei 2)
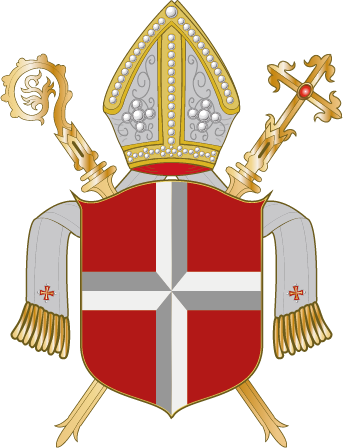
XV. Hochstift Utrecht (11)
XVI. Grafschaft Zeeland